# Astyanax giton
Astyanax giton är en fiskart som beskrevs av Eigenmann, 1908. Astyanax giton ingår i släktet Astyanax och familjen Characidae. Inga underarter finns listade.